# شهرستان آکای، هیروشیما

شهرستان آکای، هیروشیما (به ژاپنی: 安芸郡 Aki-gun) یکی از شهرستان‌های ژاپن است که در استان هیروشیما در ژاپن واقع شده‌است.